# Le Palais de la longévité
Le Palais de la longévité (chinois simplifié : 长生殿 ; chinois traditionnel : 長生殿 ; pinyin : Chángshēng diàn) est une pièce de Hong Sheng 洪昇, achevée en 1688.
Hong Sheng mit près de dix ans à écrire Le Palais de la longévité. La pièce raconte les amours tragiques de l'empereur Xuanzong  des Tang et de sa favorite Yang Guifei. Depuis la ballade Le Chant des regrets éternels (Changhen ge 長恨歌) du poète Bai Juyi (772-846), le sujet avait été souvent repris au théâtre, notamment par le dramaturge Bai Pu (1226-1306) avec sa pièce Pluie sur les sterculiers (Wutong yu 梧桐雨). La révolte d'An Lushan, qui avait ébranlé la dynastie Tang, n'était pas sans évoquer la chute de la dynastie Ming (1644). La pièce fut jouée involontairement durant une période de deuil impérial, ce qui était interdit. Outre la condamnation de plusieurs dizaines de personnes, la bévue valut à Hong Sheng d'être exilé dans le Sud. Son sort rappelle celui de Kong Shangren, lui aussi exilé après avoir écrit L'Éventail aux fleurs de pêcher (en) (Taohua shan 桃花扇) quelque temps après.
La pièce est une célébration de l'amour sublime, mise en valeur par une écriture raffinée. Après la mort de Yang Guifei, les amants se retrouvent au ciel grâce à la magie d'un taoïste.
Le Palais de la jeunesse éternelle est le seul des neuf chuanqi écrits par Hong Sheng à nous être parvenu.

## Traduction
- (en) The Palace of Eternal Youth, trad. Yang Xianyi et Gladys Yang, Pékin, Foreign Language Press, rééd. 1980